# Toyota Picnic
La Toyota Picnic è un'autovettura del tipo monovolume prodotta dalla casa automobilistica giapponese Toyota dal 1996 al 2001.

## Il contesto
La Picnic venne presentata in Giappone nel maggio del 1996 con il nome di Toyota Ipsum mentre il modello per l’esportazione venne presentato nell’autunno dello stesso anno con il nome Picnic. Si tratta di una monovolume di dimensioni medio-grandi a sei posti su tre file di sedili basata sulla stessa piattaforma della Carina E. Anche Il design richiama nello stile il modello Carina con volumi morbidi e protezioni in plastica con colorazione a contrasto rispetto al restante della carrozzeria. Una caratteristica era il lunotto che si estendeva lungo la fiancata posteriore. Il telaio utilizza uno schema di sospensioni MacPherson all’anteriore mentre al posteriore viene adottata una sospensioni di tipo a ruote interconnesse con ponte torcente.
In Giappone venne offerta con il motore a benzina 2.0 litri quattro cilindri 16 valvole erogante 135 cavalli abbinato sia alla trazione anteriore che integrale mentre in Europa venne offerta con il propulsore 2.0 litri a benzina 16 valvole erogante 128 cavalli e con un 2.2 litri turbodiesel quattro cilindri otto valvole erogante 90 cavalli.
La carrozzeria è lunga 4,53 metri, larga 1,695 metri e alta 1,660 metri. 

### Restyling 1999

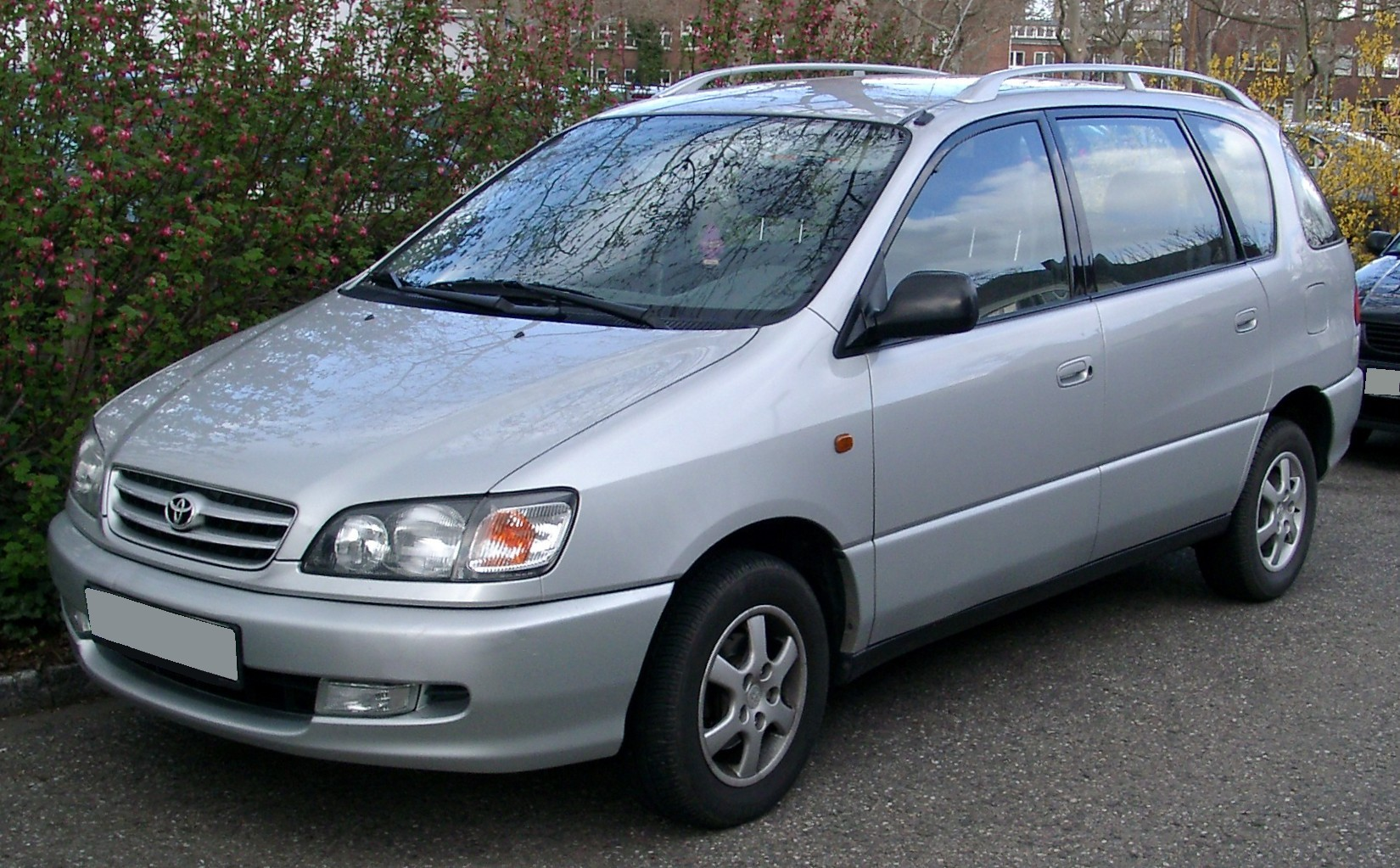
Picnic dopo il Restyling del 1999

All'inizio del 1999 venne introdotto un leggero restyling che vide l’introduzione di nuovi fanali anteriori dalla grafica inedita, paraurti in tinta carrozzeria, barre sul tetto satinate, nuovi cerchi in lega e nuovi inserti in finto alluminio per gli interni.
Nel 2001 la vettura esce di produzione sostituita dalla Toyota Avensis Verso.